# Federació Democràtica Nacionalista
La Federació Democràtica Nacionalista (Federación Democrática Nacionalista) (FDN) fue una organización política española de ideología nacionalista catalana creada por Francesc Macià como sucesora de la Associació Nacionalista Catalana el 2 de febrero de 1919. Suele considerarse como la primera organización independentista catalana.

## Historia
Nace de un grupo de exmilitantes de Unió Catalanista a raíz de la crisis de esta última organización acontecida tras la negativa en convertirse en un partido Socialista nacional y la muerte de su principal promotor Domènec Martí i Julià. Reunía en su seno a partidarios de una política social que pudiera amalgamar a un sector mayoritario de elementos pequeño burgueses, obreros y campesinos y una radicalidad nacional. «Maciá recogió el ambiente que se vivía en los grupúsculos soñadores, convencidos de que iban a recibir el regalo de una independencia de la mano del presidente norteamericano Woodrow Wilson y sus famosísimos "catorce puntos"», afirma el historiador Ucelay-Da Cal. Así Maciá creó inicialmente el Partido Obrero Nacionalista que no dejó de ser una mera propuesta que no tuvo ningún eco, por lo que pasó a formar la Federació Democràtica Nacionalista.
En su manifiesto fundacional defendía los derechos de asociación, reunión, manifestación y propaganda, reclamaba mejoras sociales (salario mínimo, seguro obligatorio, fomento del cooperativismo, nacionalización de las vías de comunicación, minas, seguros y saltos de agua, municipalización de los servicios públicos, políticas anti-monopolios, reforma agraria y política de protección a los agricultores, creación de una banca publica para el desarrollo del país, jornada de trabajo de 44 horas semanales, arbitraje de las cuestiones laborales, y reconocimiento a los sindicatos.) y defendía las actuaciones del Comité Pro Cataluña y del Comité Nacional Catalán de cara a obtener representación catalana en la Sociedad de Naciones.
La organización se significó en las agitaciones a favor del estatuto y contra la Liga Patriótica Española. Intentó crear un frente amplio para realizar estas tareas que incluya desde el Partit Republicà Català hasta los carlistas más ortodoxos, pero LaHuelga de La Canadiense, con sus suspensiones gubernativas de libertades, paro en seco esas actividades. Se presentó por petición de los electores de su distrito a las elecciones generales de 1919, en las que Macià consiguió el escaño de diputado por el distrito de Borjas Blancas. En 1920 la FDN se presentó a las elecciones municipales de Barcelona en varios barrios de la ciudad, pero cosechó un rotundo fracaso, lo que obligó a Macià a repensar su estrategia..
Se disolvió en 1923 cuando se integró en Estat Català, fundado en 1922 inicialmente como grupo de acción de la FDN.